# 대한민국 상법 제401조
대한민국 상법 제401조는 제삼자에 대한 책임에 대한 상법 회사법의 조문입니다.

## 조문
제401조 (제삼자에 대한 책임) (1) 이사가 고의 또는 중대한 과실로 그 임무를 게을리한 때에는 그 이사는 제3자에 대하여 연대하여 손해를 배상할 책임이 있다.

(2) 제399조제2항, 제3항의 규정은 전항의 경우에 준용한다.

## 사례
상장된 A주식회사의 주식 20%를 매수한 甲은 2012년 4월 1일에 A회사의 대표이사로 취임한 후 실질적으로 회사를 운영하면서 자금관리 등 업무를 총괄하였다. 甲은 2012년 5월부터 같은 해 8월까지 4회에 걸쳐 해외 유수의 회사들이 A회사의 미래수익가치를 기대하고 유상증자에 참여하여 대규모 투자를 하는 것처럼 제3자 신주배정 대상자 및 신주배정 주식수를 공시함으로써 신주발행시 투자자들을 유인하였다. 甲은 2012년 10월경 A회사의 유상증자 대금 100억원을 자신이 고문으로 있는 C회사의 투자금 반환의 용도로 무단 사용하였다. 주주인 X1은 甲의 허위공시, 횡령으로 인해 A회사의 주가가 하락하여 자신이 손해를 입었다고 주장하면서 甲을 상대로 상법 제401조 규정에 근거한 손해배상을 청구할 수 있다.— 2014년도 제1차 변호사시험 민사법(상법) 사례형(논술형) 모의시험

## 해설

### 제3자에 주주가 포함되는지 여부
학설은 주주제외설과 주주포함설로 대립하며 판례는 대표이사가 회사재산을 횡령하여 회사재산이 감소함으로써 회사가 손해를 입고 결과적으로 주주의 경제적 이익이 침해되는 경우와 같은 간접손해는 상법 제401조 제1항의 손해에 속하지 않아 주주는 이 법조항에 의하여 손해배상을 청구할 수 없다는 입장이어서 결과적으로 간접손해의 경우 주주제외설의 견해에 속한다고 평가할 수 있으며, 이사의 위법한 행위(횡령)에 더하여 허위공시까지 이루어져 주주가 피해를 입었다면 상당인과관계가 있고 손해를 특정할 수 있는 바, 상법 제401조의 적용이 가능하다는 것이 판례의 태도이다.

### 법정책임 대 불법행위책임
법정책임설과 불법행위책임설로 학설이 대립하며 불법행위책임설은 다시 불법행위특칙설과 특별불법행위설로 나뉜다.

## 판례

### 간접손해의 경우
- 대표이사가 회사재산을 횡령하여 회사재산이 감소함으로써 회사가 손해를 입고 결과적으로 주주의 경제적 이익이 침해되는 손해와 같은 간접적인 손해는 상법 제401조 제1항에서 말하는 손해의 개념에 포함되지 아니한다.[2]
- 대표이사가 타인에게 회사업무 일체를 맡긴 채 자신의 업무집행에 아무런 관심도 두지 아니하여 급기야 부정행위 내지 임무해태를 간과함에 이른 경우에는 악의 또는 중대한 과실에 의하여 그 임무를 소홀히 한 것이라고 봄이 상당하다[3]
- 상법 제401조 제1항에 규정된 주식회사의 이사의 제3자에 대한 손해배상책임은 이사가 악의 또는 중대한 과실로 인하여 그 임무를 해태한 것을 요건으로 하는 것이어서 단순히 통상의 거래행위로 인하여 부담하는 회사의 채무를 이행하지 않는 것만으로는 악의 또는 중대한 과실로 그 임무를 해태한 것이라고 할 수 없지만, 이사의 직무상 충실 및 선관의무 위반의 행위로서 위법성이 있는 경우에는 악의 또는 중대한 과실로 그 임무를 해태한 경우에 해당한다[4]
- 상법 제401조에 기한 이사의 제3자에 대한 손해배상책임은 상법이 인정하는 특수한 책임이라는 점을 감안할 때, 일반 불법행위책임의 단기소멸시효를 규정한 민법 제766조 제1항은 적용될 여지가 없고, 일반 채권으로서 민법 제162조 제1항에 따라 그 소멸시효기간은 10년이다[5]
- 주식회사의 주주가 대표이사의 악의 또는 중대한 과실로 인한 임무해태행위로 직접 손해를 입은 경우에는 이사와 회사에 대하여 상법 제401조, 제389조 제3항, 제210조에 의하여 손해배상을 청구할 수 있으나, 대표이사가 회사재산을 횡령하여 회사재산이 감소함으로써 회사가 손해를 입고 결과적으로 주주의경제적 이익이 침해되는 손해와 같은 간접적인 손해는 상법 제401조 제1항에서 말하는 손해의 개념에 포함되지 아니하므로 이에 대하여는 위 법조항에 의한 손해배상을 청구할 수 없고, 이와 같은 법리는 주주가 중소기업창업지원법상의 중소기업창업투자회사라고 하여도 다를 바 없다.[6]
- 허위공시의 사실을 신뢰하고 주식을 취득한 주주를 상법 제401조의 제3자로 보고 그 주주가 해당 이사에게 손해배상책임을 물을 수 있다[7]

## 참고문헌
- 박형렬. (2022). 이사의 제3자에 대한 책임 : 상법 제401조의 적용 유형에 관한 실증적 연구 [석사학위논문, 서울대학교].
- 이상훈. (2019). 합병비율 불공정에 대한 상법 제399조, 제401조의 적용 가능성 - 주주는 보호되는가? -. 증권법연구, 20(3), 49-83.
- 양만식. (2017). 이사의 제3자에 대한 책임의 고찰. 기업법연구, 31(1), 43-73.
- 정응기. (2016). 주주의 손해와 상법 제401조. 기업법연구, 30(3), 29-73.
- 오성근. (2006). 이사의 부실표시와 민사책임: 증권거래법 제14조, 상법 제401조를 중심으로. 증권법연구, 7(1), 101-131.
- 박형렬. (2022). 이사의 제3자에 대한 책임 : 상법 제401조의 적용 유형에 관한 실증적 연구 [석사학위논문, 서울대학교].
- 김홍기. (2016). 회사책임의 원칙과 이사책임의 보충성: 민법 제35조, 상법 제210조 및 상법 제401조의 해석론을 중심으로. 비교사법, 23(3), 797-830.
- 김주석, 최준선. (2004, 2). 2차 試驗對備 豫想問題示範答案·講評商法-상법 제401조의 손해배상 책임. 고시연구, 31(2), 464-469.
- 최문희. (2013). 이사의 횡령행위, 부실공시로 인한 손해에 대한 주주의 배상청구의 가부. 증권법연구, 14(2), 115-164.

## 같이 보기
- 선관주의의무
- 대한민국 민법 제750조
- 간접손해